# Фрасилонфо
Фрасилонфо (итал. Frassilongo) је насеље у Италији у округу Тренто, региону Трентино-Јужни Тирол.
Према процени из 2011. у насељу је живело 32 становника. Насеље се налази на надморској висини од 849 м.

## Становништво
Према резултатима пописа становништва 2011. у општини је живело 321 становника.
| 1931. | 1936. | 1951. | 1961. | 1971. | 1981. | 1991. | 2001. | 2011. |
| ----- | ----- | ----- | ----- | ----- | ----- | ----- | ----- | ----- |
| 641   | 638   | 634   | 623   | 472   | 462   | 380   | 357   | 321   |